# Łukasz Kralczyński
Łukasz Kralczyński (ur. 18 października 1896 w Grójcu, zm. 20–22 kwietnia 1940 w Katyniu) – kapitan intendent Wojska Polskiego, kawaler Orderu Virtuti Militari, ofiara zbrodni katyńskiej.

## Życiorys
Urodził się w Grójcu, w rodzinie Pawła i Anastazji z Jaworskich. Ukończył gimnazjum w Piotrkowie Trybunalskim. W 1915 został członkiem tajnej organizacji „Dowborczycy” w Warszawie. Wstąpił do Legionu Puławskiego, ranny w bitwie pod Nurcem. Od 1918 w Wojsku Polskim, w 26 pułku piechoty. W czasie wojny 1920 służył w 3 baonie telegraficznym. Uczestniczył w ofensywie kijowskiej i bitwie pod Radzyminem.
W okresie międzywojennym ukończył kurs w Centrum Szkolenia Podoficerów Piechoty Nr 1. 15 sierpnia 1928 Prezydent RP mianował go podporucznikiem ze starszeństwem z 1 sierpnia 1928 i 1. lokatą w korpusie oficerów piechoty, a minister spraw wojskowych wcielił do 6 pułku piechoty Legionów w Wilnie. W 1931 awansował na porucznika. W styczniu 1934 został przeniesiony do korpusu oficerów intendentów z równoczesnym przeniesieniem do 3 batalionu saperów w Wilnie na stanowisko płatnika. Na stopień kapitana został mianowany ze starszeństwem z 19 marca 1939 i 155. lokatą w korpusie oficerów intendentów, grupa intendentów. W tym czasie nadal pełnił służbę w 3 batalionie saperów na stanowisku oficera gospodarczego.

W kampanii wrześniowej walczył w 3 batalionie saperów. Wzięty do niewoli radzieckiej, osadzony w Kozielsku. Figuruje na liście wywózkowej 036/4 z 16 kwietnia 1940, poz. 9. Między 20 a 22 kwietnia 1940 został zamordowany w lesie katyńskim. Pochowany na Polskim Cmentarzu Wojennym w Katyniu.
5 października 2007 minister obrony narodowej Aleksander Szczygło mianował go pośmiertnie na stopień majora. Awans został ogłoszony 9 listopada 2007, w Warszawie, w trakcie uroczystości „Katyń Pamiętamy – Uczcijmy Pamięć Bohaterów”.
Był mężem Zofii z Tommów (1898–1988), z którą miał troje dzieci.

## Ordery i odznaczenia
- Krzyż Srebrny Orderu Virtuti Militari nr 5331[9]
- Krzyż Niepodległości (25 stycznia 1933)[10]
- Krzyż Walecznych[9]
- Srebrny Krzyż Zasługi (1938)[11]
- Odznaka 6 Pułku Piechoty Legionów
- Medal Zwycięstwa („Médaille Interalliée”)[9]